# CEU埃雷拉主教大学
CEU埃雷拉大学（西班牙語：Universidad CEU Cardenal Herrera，缩写CEU-UCH）是位于西班牙东部巴伦西亚自治区的一所私立大学。
校本部位于瓦倫西亞市，在巴倫西亞省的蒙卡达、阿尔法拉德尔帕特里亚尔卡，以及阿利坎特省的卡斯特利翁-德拉普拉納和埃爾切设有校区。

## 历史
1971年，非赢利性慈善教育机构“CEU基金会”在巴伦西亚创建了私立高等学校。1972年，基金会更名为“圣巴勃罗CEU大学基金会”。这些校园附属于華倫西亞大學、阿利坎特大学和瓦倫西亞理工大學。1999年，巴伦西亚自治区通过法律，正式承认CEU埃雷拉主教大学。